# Jamaikanische Badmintonmeisterschaft 1981
Die Jamaikanische Badmintonmeisterschaft 1981 fand vom 23. bis zum 26. September 1981 im Constant Spring Golf and Country Club in Kingston statt. Es war die 34. Austragung der nationalen Titelkämpfe im Badminton von Jamaika. Erstmals in der 34-jährigen Geschichte der Meisterschaften standen sich im Finale des Herreneinzels zwei Teenager gegenüber (Richards 17 und Lee 18 Jahre alt).

## Sieger und Finalisten
| Disziplin    | Gold                      | Silber                       |
| ------------ | ------------------------- | ---------------------------- |
| Herreneinzel | Robert Richards           | Tommy Lee                    |
| Dameneinzel  | Maria Leyow               | Debbie Binns                 |
| Herrendoppel | Brian Haddad Noel King    | Leacroft Small Sheldon Small |
| Damendoppel  | Judith Ziadie Maria Leyow | Debbie Binns Annette Leyow   |
| Mixed        | Sammy Leyow Maria Leyow   | Brian Haddad Judith Ziadie   |